# 可愛區

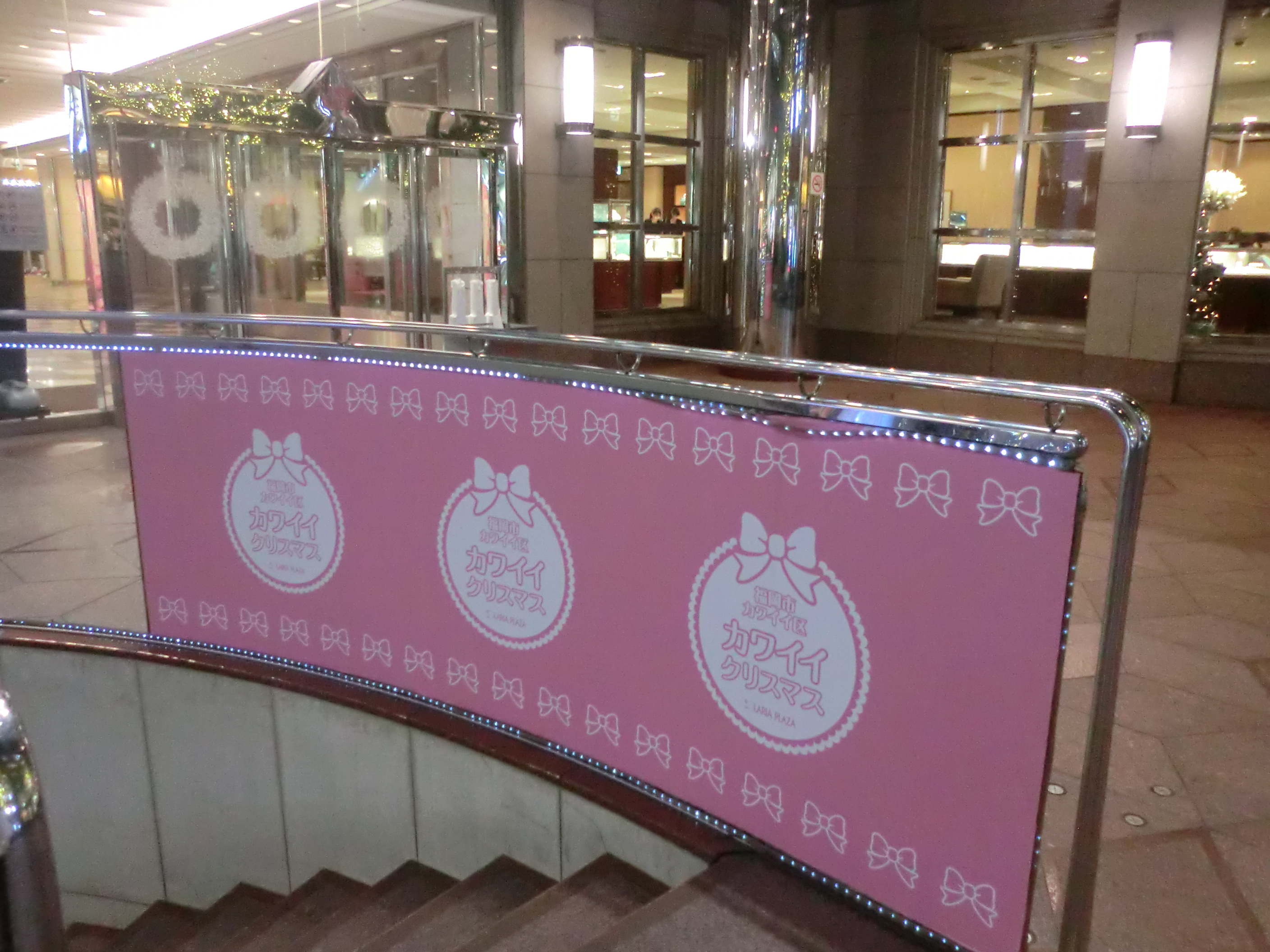
攝於福岡市天神的可愛区標識。

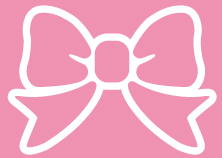
可愛区的標識

可愛区（日语：／）是日本福岡縣福岡市於2012年8月29日至2015年3月31日運營的虛擬行政区。
2012年，福岡市設立本区，為虛構的「第8個行政区」，準備以「可愛」為切入口，向外界推廣福岡市的魅力，包括福岡的飲食、時尚、美容等與「可愛」有關的文化及產業，以及都市機能緊密相連所創造的便利購物環境等，希望藉此帶動地區發展。計劃由福岡市負責資訊推廣的市長室廣報戰略課推行。
福岡市表示，本区名稱的「可愛」是「『討人喜愛』、『令心情平和』等的意思」，不僅可形容女性，亦可用於所有的人、動物、行動等（官方網站），不過仍然招來誤解。

## 歷史
可愛区設立的契機可追溯至2012年3月。當時，AKB48的篠田麻里子拜訪福岡市長，表示「想提供幫助，為福岡的朋友注入活力」，願意向福岡市提供協助。福岡市及後提出計劃，在網上設立「第8個区」，由篠田擔任区長，向首都圈的年輕人宣傳福岡市。
市最初不知道多少人會登記為区民，考慮到福岡市的人口為149万，於是將目標設為1万人。在篠田協調下，網站委託給電通製作，雙方簽訂約1,000万日圓的無招標合同。
2012年8月29日，可愛区正式成立。為吸引首都圈關注，辞令交付式設在東京舉行。登記開始3日後，9月1日，登記者超過3万人。9月25日，開始發行「可愛区政報」（カワイイ区政だより）；9月29日，開始發行特別住民票。11月1日，区民突破4万人，及後亦持續增長。

## 爭議
可愛区引發了不少爭議，包括男女共同参画（性別平等）方面的爭議。福岡市收到4宗質疑「可愛区不會助長性別歧視嗎」等的市民投訴後，向男女共同参画審議会諮詢，有委員認為計劃「欠缺性別平等考慮」。由於負責計劃的廣報戰略課事先未有諮詢市男女共同参画課，有意見更要求市重新審視或取消計劃，令事情越鬧越大。
不少人及後發信給市，認為「4宗投訴就解僱太可惜」，「沒有性別歧視」，但市認為事關重大，考慮到知道篠田麻里子是可愛区区長的人愈來愈多，「不能給沒有直接關係的篠田女士，再添任何麻煩」，最終請求她卸任区長。
可愛区的運營工作亦有引發爭議。售價300日圓的可愛区特別住民票，預訂及郵寄工作曾交由未與福岡市簽訂正式合同的RKB每日放送進行，公司原定與自製透明文件夾共同銷售，並已在福岡市運營的可愛区網站上刊登廣告橫幅（9月14日停止接受預訂，橫幅亦被刪去；停止前，RKB每日放送已接受1500人預訂），被指運營不透明之處過多，未有向市民完整交代。
一般認為，可愛区企画的起源是篠田拜訪福岡市長高島宗一郎時的靈機一動，而在篠田牽線下，電通獲得了福岡市民交的約1,000万日圓税金；2013年2月16日，有市議員在市議会決算特別委員会分科会上表示，「有市民說，市長是在拿公款來玩」。
而對於審議会上的「可愛是歧視」觀點，有聲音就質疑“是不是想藉性別盲視之名，把高島趕下台”。

## 數據
- 人口 - 41,617人（截至2014年12月1日）
- 面積 - 0平方公里
- 区徽 - 粉色絲帶…設計理念為「以絲帶連結可愛，從福岡推廣可愛」。

## 区長
- 首任 - 篠田麻里子 （任期2012年8月29日 - 2013年2月19日）

福岡縣糸島市出身。当時是AKB48成員。可愛区創立後，免費負責宣傳工作。
- 第2任 - Micaela Anne Braithwaite（任期2013年9月12日 - 2015年3月31日）

來自溫哥華。在日加拿大人，住在縣内，是網誌寫手及英語口語講師。

## 行政
可愛区的「行政服務」包括對区民發行特別住民票，發放区政報等。詳情如下。
可愛区的区民登記手續在官方網站上進行。登記需要提供昵稱及電子郵件地址，不收費用，非福岡市民亦可登記。市民登記後可獲發区民編号，並透過電子郵件，定期收取「可愛区政報」。
可愛区並發行「可愛区特別住民票」（カワイイ区特別住民票）。特別住民票在福岡市役所一樓「資訊廣場」（情報プラザ）發行，費用300日圓，可在市内合作店鋪及設施出示，參加各種活動及享用優惠服務。由於特別住民票屬虛構区發行，故不能用作官方證明文件。發行時收取的300日圓，與發行真實住民票的收費相同。
民間商戶及團体向福岡市提出申請，接受審查後，可獲准使用區標；福岡市另接受由贊同理念的民間組織提出的挂名贊助及合作請求。

## 終止
隨著傳媒的關注逐漸減少，市議会等處開始有聲音質疑計劃是否仍有必要，福岡市總務企画局及後表示，計劃「在城市推廣方面取得較大成果，但難以繼續保持創新，吸引話題，故決定終止」，決定於2015年3月31日終止「可愛区」計劃。

## 外部連結
- 福岡市可愛区（已關閉） （页面存档备份，存于）
- 福岡市 可愛区的Facebook專頁
- Kawaii fukuoka city的X（前Twitter）